# قلعه تپه النگ
قلعه تپه النگ در شهرستان قم، بخش خلجستان، دهستان دستجرد، درون باغات روستای گیو واقع شده و این اثر در تاریخ ۲۵ آبان ۱۳۸۷ با شمارهٔ ثبت ۲۳۶۵۱ به‌عنوان یکی از آثار ملی ایران به ثبت رسیده است.